# HIP 55555
HIP 55555 — звезда в созвездии Большой Медведицы. Находится на расстоянии 873 световых года (268 парсек). Относится к звёздам главной последовательности спектрального класса F.

## Характеристики
HIP 55555 представляет собой звезду спектрального класса F8. HIP 55555 не видна невооружённым глазом, поскольку имеет видимую звёздную величину 9,95. Температура HIP 55555 составляет 6784 кельвина.